# Халикназаров, Нуриддин
Нуридди́н Халикназа́ров (узб. Nuriddin Xoliqnazarov; 25 июня 1968 года, Асака, Узбекская ССР, СССР) — узбекистанский религиозный и общественный деятель и исламский богослов. С октября 2021 года верховный муфтий Узбекистана и председатель Управления мусульман Узбекистана.

## Биография
Родился в 1968 году в городке Асака́ Андижанской области. В 1992 году окончил медресе Мир-Араб в Бухаре, в 1998 году окончил Ташкентский исламский институт имени Имама Бухари, а в 2007 году — Ферганский государственный университет.
Занимал должности имам-хатиба джума-мечети Ахмадали Махдум в родном городе Асака. Позднее стал имам-хатибом мечети Актепа города Ташкента. Также работал преподавателем в ташкентском медресе Кукельдаш, а также в медресе Саййид Мухйиддина Махдума в Андижанской области, а также главным имам-хатибом Андижанской области.
В августе 2019 года Нуриддин Халикназаров был назначен главным имам-хатибом города Ташкента. 19 октября 2021 года на расширенном заседании Совета улемов Управления мусульман Узбекистана избран главным муфтием Узбекистана и председателем Управления мусульман Узбекистана вместо умершего шейха Усмонхона Алимова.
22 июня 2023 года муфтий Нуриддин Халикназаров был принят в члены Международного союза мусульманских учёных.
Женат, есть дети. Помимо узбекского владеет арабским, таджикским и русским языками.